# قندک خورده مالکین
قندک خورده مالکین، روستایی از توابع بخش پائین جام شهرستان تربت جام در استان خراسان رضوی ایران است.

## جمعیت
این روستا در دهستان زام قرار دارد و براساس سرشماری مرکز آمار ایران در سال ۱۳۸۵، جمعیت آن ۲۸۱ نفر (۶۰خانوار) بوده‌است.